# Brásidás
Brásidás († 422 př. n. l.) byl spartský vojevůdce v období peloponéské války, vynikající statečností, velitelským uměním, energií a politickým rozhledem.

## Životopis

### Vojenské úspěchy
Brásidás vstupuje do historie roku 424 př. n. l., kdy zabránil athénskému pokusu o získání Megary, ve stejné době, kdy se spartským králem stává Pleistoanax. Tehdy skupina Megařanů jednala s Athéňany o převzetí města, ale do Megary přitáhl Brásidás a zasloužil se o vyhlášení nové oligarchické ústavy. Brásidás následně táhl se svým vojskem do Thessálie.
Na počátku roku 423 př. n. l. se mu podařilo v čele nevelkého vojska dobrovolníků vyvolat odvážnou vojenskou operací a diplomacií vzpouru v athénských koloniích na pobřeží Thrákie a vojensky je obsadit. Situaci nestačil zachránit ani stratég Thúkydidés, který dorazil na místo pozdě. Nebylo to poprvé ani naposledy v dějinách Athén, že vojenský nezdar byl považován za vlastizradu a Thúkýdidémovým trestem bylo dvacetileté vyhnanství, čehož využil k napsání svých Dějin.
Toto tažení Bojótií, Fókií, Thesálií, Makedonií a Thrákií, kde všude nabízel Brásidás svobodu od Athéňanů, kteří se na rozdíl od Sparťanů chovali ke svým spojencům jako k vazalům, znamenalo i diplomatický úspěch v podobě dalších měst, která rychle kapitulovala a také v získání spojenectví s Makedonií.
Po ročním příměří, kdy si obě válčící strany mohly ponechat získaná území, Athéňané ve snaze dobýt své državy zpět vyslali námořní cestou velké vojsko do jehož čela se postavil Kleón, po smrti Perikla nejvýznamnější státník Athén.
Podle Frontina se Brásidás, zaskočený athénskou přesilou, nechal obklíčit, aby tak zmenšil hloubku nepřátelského šiku, když se kolem něj budou muset Athéňané roztáhnout do celého kruhu. Když se tak stalo, Brásidás, kterému se tak podařilo na jednom místě přečíslovat početnějšího nepřítele, toto obklíčení prorazil.
Athéňané utrpěli těžkou porážku, při níž byl zabit i velitel expedičního vojska Kleón. Na následky zranění v této bitvě v bažinách u bran města Amfipolis však zemřel i Brásidás.
Vojenské úspěchy Brásida a smrt athénského vůdce Kleóna umožnily Sparťanům roku 421 uzavřít mnohem výhodnější mír, než který dříve marně nabízeli nesmiřitelnému Kleónovi.